# Giuseppe Mori
Giuseppe Mori (Loro Piceno, 24 gennaio 1850 – Loro Piceno, 30 settembre 1934) è stato un cardinale italiano.
Fu nominato cardinale della Chiesa cattolica da papa Pio XI.

## Biografia
Nacque a Loro Piceno il 24 gennaio 1850 e frequentò il Seminario Arcivescovile di Fermo.
Papa Pio XI lo elevò al rango di cardinale nel concistoro dell'11 dicembre 1922.
Morì il 30 settembre 1934 all'età di 84 anni.